# 费鲁乔·诺沃
费鲁乔·诺沃（義大利語：Ferruccio Novo，1897年3月22日—1974年4月8日），生于都灵，意大利足球运动员、教练。他曾带领意大利国家队参加1950年国际足联世界杯，结果队伍获得第七名。